# FCロシヤンカ
FCロシヤンカ（露: футбольный клуб Россиянка、英: FC Rossiyanka）は、ロシアのモスクワ州クラスノアルメイスクを本拠地とするサッカークラブである。ロシア女子サッカーリーグ・プレミアディヴィジョンに所属する。

## 概要
1990年にナデズダ・クラスノアルメイスクとして創設された。1998年まではフットサルのクラブとして活動していたが、1998年以降はサッカーのクラブとして活動するようになった。ナデズダはファーストディヴィジョンで2年を過ごした後2000年に解散、チームの主力は新たに結成されたナデズダ・ノギンスクに移籍してプレーした。残った少数の選手はクラスノアルメイスクにおいて女子サッカークラブを創設、チーム名はナデズダ・ボエヴォエ・ブラトストヴォとなった。2003年にはファーストディヴィジョン西地区で優勝し、2004年にプレミアディヴィジョンへ昇格した。当時モスクワ州知事であったボリス・グロモフの援助もあり、チーム名称をFCロシヤンカ（日本風にいうならロシア女子サッカークラブ）に変更。以降、毎年プレミアディヴィジョンでタイトルを争う強豪チームへと成長した。
UEFA女子チャンピオンズリーグでも度々上位に進出しており、2008年と2012年には準々決勝まで進出した。ロシア女子サッカーリーグはUEFA内のランキングでもトップ5に入る強豪リーグであるが、ロシヤンカは国内リーグでタイトルを争うライバルチームWFCズヴェズダ2005ペルミと共に、強豪リーグとしての地位を保ち、リーグを牽引する存在といえる。

## 獲得タイトル

### 国内タイトル
- ロシアリーグ：3回
  - 2005, 2006, 2010
- ロシア・カップ：5回
  - 2005, 2006, 2008, 2009, 2010

## 歴代所属選手
- クリスティアーニ（英語版） 2011–2012
- ソフィア・ヤコブソン 2011-2013
- イェール・アヴァーバッチ（英語版） 2012